# Scleria hirtella
Scleria hirtella är en halvgräsart som beskrevs av Olof Swartz. Scleria hirtella ingår i släktet Scleria och familjen halvgräs. Inga underarter finns listade i Catalogue of Life.